# Meteorus ductor
Meteorus ductor är en stekelart som beskrevs av De Saeger 1946. Meteorus ductor ingår i släktet Meteorus och familjen bracksteklar. Inga underarter finns listade i Catalogue of Life.